# International Women's Open 2005
L'International Women's Open 2005 è stato un torneo di tennis giocato sull'erba. 
È stata la 31ª edizione del torneo di Eastbourne, che fa parte della categoria Tier II nell'ambito del WTA Tour 2005. 
Si è giocato a Eastbourne in Inghilterra, dal 13 al 18 giugno 2005.

## Campionesse

### Singolare
Kim Clijsters ha battuto in finale  Vera Duševina con il punteggio di 7–5, 6–0

### Doppio
Lisa Raymond /  Rennae Stubbs hanno battuto in finale  Elena Lichovceva /  Vera Zvonarëva con il punteggio di 6–3, 7–5